# Kalliasseri
Kalliasseri es una ciudad censal situada en el distrito de Kannur en el estado de Kerala (India). Su población es de 31122 habitantes (2011). Se encuentra a 25 km de Kannur y a 94 km de Kozhikode.

## Demografía
Según el censo de 2011 la población de Kalliasseri era de 31122 habitantes, de los cuales 14111 eran hombres y 17011 eran mujeres. Kalliasseri tiene una tasa media de alfabetización del 95,87%, inferior a la media estatal del 94%: la alfabetización masculina es del 97,99%, y la alfabetización femenina del 94,16%.